# Ouled Djellal
 (octobre 2015).
Si vous disposez d'ouvrages ou d'articles de référence ou si vous connaissez des sites web de qualité traitant du thème abordé ici, merci de compléter l'article en donnant les références utiles à sa vérifiabilité et en les liant à la section « Notes et références ».
 (juin 2022).
- Si vous ne connaissez pas le sujet, laissez ce bandeau (vous pouvez alors contacter les auteurs).
- Si vous supprimez le contenu mis en cause (vous pouvez préalablement contacter les auteurs),

argumentez précisément cette suppression dans la page de discussion
(un manque de référence n'est pas un argument ; une recherche réelle de référence doit avoir été effectuée, être formellement documentée).
Pour la race ovine portant ce nom, voir Ouled Djellal (race ovine).
Ouled Djellal (en arabe : أولاد جلال, en berbère : ⵓⵍⴰⴷ ⵊⴻⵍⵍⴰⵍ) est une commune de la daïra du même nom dans la wilaya d'Ouled Djellal en Algérie, à environ 100 km au sud-ouest de la ville de Biskra.
Elle compte environ 66 000 habitants. Ouled Djellal est la 1re ville et la 1re daïra de la wilaya d'Ouled Djellal en matière de population et sur le plan économique.

## Géographie

### Situation
| Ech Chaïba  | Doucen        | Still       |
| Sidi Khaled | Ouled Djellal | Oum Touyour |
|             | Besbes        |             |

### Localités de la commune
Les principaux quartiers de la ville sont : Rahba (placette centrale), Zmala, Rod Djedid, Lagbour, Tchaicha, Älb Mounaîb, Älb El gherbi, Ouled r'mila, Zerireche, Sidi Ättallah, Lazwadj, Lazmar, Zgag Sidi Aîssa, El Hamoula, El Gaâ. La grande palmeraie de la ville, située à la sortie Est de la ville est appelée : "Deiffel". Il existe une autre palmeraie à la sortie Ouest de la ville, vers Sidi Khaled, appelée: "EL Issal". Toute la ville d'Ouled Djellal était traversée par le "SEIL", qui irriguait les jardins de la ville ainsi qu'une partie de la palmeraie appelée "Ghaba".

### Voies de communication
Avant 1990, la ville d'Ouled Djellal était un véritable cul-de-sac, mais aujourd'hui, grâce aux nombreuses routes qui ont vu le jour progressivement, Ouled Djellal est devenue une plaque tournante du trafic routier. Ainsi, la ville est reliée aux villes d'El Oued, de Touggourt et de Ouargla, au sud ; elle est aussi reliée aux villes de Laghouat et Djelfa, à l'ouest, et aux villes de M'Doukal, Barika et Batna, au nord.

### Climat
Le climat d'Ouled Djellal est : sec et chaud en été (température entre 35 et 45 °C le jour, et entre 25 et 35 °C la nuit), il est sec et froid en hiver (température entre 10 et 20 °C le jour, et entre -2 et 5 °C la nuit).

## Histoire
Ouled Djellal fut rattachée, après l'indépendance, à Biskra, lors du découpage administratif de 1974. Toutefois, sur le plan historique et social (habitudes culinaires, vestimentaires, mode de vie, dialecte local, alliances de familles, origine), Ouled Djellal a beaucoup de similitude avec Djelfa et M'Sila.

## Démographie
La population est composée de plusieurs tribus (familles ayant des liens de parentés) : 
- Les Ouled Djellal (habitants autochtones depuis le XVIIIe siècle ayant plusieurs origines), 
- Les Ouled-Sassi (originaires de Ras El Miad : 80 km au sud Ouest de la ville), 
- Les Ouled Rahma (originaires de Chaiba : 50 km au nord de la ville) 
- Les Ouled Harkat (originaires de Besbes : 50 km au sud de la ville) 
- Les Ouled Rabbah (originaires de Oued Righ). 
En plus d'Alger, où il y a une forte concentration de Djellalis, principalement à Bab El Oued et environs (Z'ghara et Climat de France) mais également à El-Madania (ex- Salembier) et Bordj El Kiffane (ex- Fort de l'eau), une importante communauté de Djellalis vit en dehors de l'Algérie, principalement en France, dispersés entre Lyon, Paris et Roubaix, et reliés à Ouled-Djellal (via l'aéroport de Biskra) par deux liaisons aériennes internationales hebdomadaires au départ de Paris et de Lyon.

## Économie
Située à la jonction de deux oueds (Djedaï et el-Issel), issus des eaux pluviales d'Aflou, Laghouat et du nord du pays ; bien avant, son économie était basée sur l'artisanat (burnous, selles de chevaux, etc.), mais actuellement, elle est basée exclusivement sur l'élevage ovin et l'agriculture, en particulier les dattes Deguelet Nour, Litima, Mouch Deguela, les figues, grenades et raisins. Ouled Djellal, située géographiquement entre Biskra et Djelfa, est appelée en arabe : bled ENNEKHLA wa ERREKHLA, c'est-à-dire, ville du palmier et de l'agnelle, par allusion à la ville de Djelfa (wilaya connue pour son élevage ovin et la place qu'occupe la jeune brebis) et à la ville de Biskra (wilaya connue pour la culture du palmier). Deux particularités de la ville d'Ouled Djellal : il y a souvent dans chaque maison une ou deux chèvres, élevées pour les besoins laitiers de chaque famille ; c'est aussi la ville d'Algérie où il y a le plus grand nombre de motocycles et de vélos, 90 % de la population utilise ces deux moyens de locomotion pour se déplacer à travers la ville.
En matière d'irrigation, une partie de l'eau qui alimente les cultures locales est puisée dans des forages albiens entre 1800 et 2000 mètres de profondeur - elle est naturellement chaude et légèrement saumâtre et est traitée avant distribution. La région est également productrice d'ovins. Une race ovine locale qui porte le nom de la ville race Ouled Djellal dite aussi race blanche est connue mondialement, plusieurs scientifiques lui ont consacré des ouvrages sur ses performances. En 2007, l'état a mis en service le centre d'insémination artificielle à Ouled Djellal.
Concernant l'économie de la ville, la seule entreprise d'importance est l'usine de gypse située à l'extérieur de la ville qui emploie des jeunes de la ville, d'où le problème du chômage auquel font face les jeunes Djellalis en dehors de tout autre investissement. Néanmoins, l'état et le privé comptent investir dans un proche avenir ; ainsi, 3 usines (1 étatique et 2 privées) vont voir le jour très prochainement.

## Équipements publics
Durant l'époque coloniale, la ville possédait un aérodrome, situé à la sortie nord de la ville, utilisé pour le transport des troupes, il a été abandonné depuis.
Concernant les infrastructures la ville d'Ouled Djella est dotée de divers équipements : 
- Un hôtel privé.
- Un théâtre.
- Un centre culturel.
- Une maison de jeunes.
Sur le plan sanitaire, Ouled Djellal est dotée d'un hôpital public.

## Éducation
En matière d'éducation, la ville compte 20 écoles primaires, 7 collèges, 3 lycées, un centre de formation professionnelle et un institut de formation national. 

## Sport
Sur le plan sportif, plusieurs infrastructures ont été réalisées ces dernières années, 
une piscine semi-olympique ; une salle de sport (hand ball, ...) et un stade de 5000 spectateurs en construction.
à noter qu'Ouled Djellal a son équipe fétiche de football : le club s'appelle Chabab Riadhi d'Ouled Djellal "CROD" (Jeunesse sportive d'Ouled Djellal), il évolue en V division nationale (ligue algérienne).
et aussi une équipe de Hand Ball (Sidi Bouzid)

## Culture

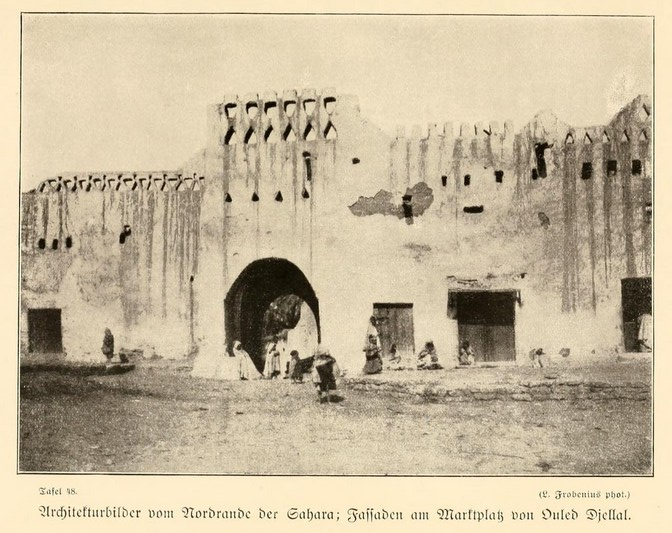
Ouled Djellal (1910)

Les principaux sites touristiques de la ville sont situés dans l'ancienne ville (Dashra), mais la ville abrite aussi un mausolée appelé en arabe zaouïa, c'est la zaouïa Mokhtaria.
Sur le plan culinaire, parmi les plats les plus connus de la ville, on compte notamment la chekhchoukha, le boutchiche, la mahdjouba, la berboucha (kouskous), la doubara (Fèves et/ou pois chiches), la douwara, l'aîch et la seffa, le batout et la khababatha.
Sur le plan culturel, depuis le XVIIIe siècle, Ouled Djellal était déjà connue pour ses nombreux savants et ses personnalités "doctes", et jusqu'à aujourd'hui la majorité des Djellalis sont des autodidactes. D'ailleurs, bien avant l'indépendance de l'Algérie, la ville d'Ouled Djellal a enfanté de nombreux universitaires (plus de 50 bacheliers, dépassant même certaines grandes villes), appelés Médersiens (les Franco-musulmans du lycée de Constantine) et qui sont devenus à l'indépendance parmi les premiers administrateurs, médecins, ingénieurs, avocats de l'Algérie. Quant aux générations d'après indépendance et actuelle, beaucoup d'entre elles travaillent dans les grands centres de recherche du monde, alors que d'autres ont réalisé de grandes prouesses, notamment dans le domaine de la littérature, de la théologie, du droit et même de l'astronomie.      
Ouled Djellal, a donné également de nombreux artistes (chanteurs, poètes...) et des sportifs de haut niveau (avant l'indépendance, un Djellali a eu la 1re médaille d'or olympique). 

## Personnalités liées à la commune
- Boughéra El Ouafi (1899-1959), vainqueur du marathon des jeux olympiques d'Amsterdam